# ای‌آرام دورانگو
ای‌آرام دورانگو (به انگلیسی: ARM Durango) یک کشتی است که طول آن 81.4m می‌باشد. این کشتی در سال ۲۰۰۰ ساخته شد.